# Nioman Grodno
FK Nioman (biał. ФК «Нёман») – białoruski klub piłkarski z siedzibą w Grodnie, grający w ekstraklasie białoruskiej.

## Historia
Chronologia nazw:
- 1964: Nioman Grodno (biał. ФК «Нёман» (Гродна), ros. ФК «Неман» (Гродно))
- 1972: Chimik Grodno (biał. ФК «Хімік» (Гродна), ros. ФК «Химик» (Гродно))
- 1993: Nioman Grodno (biał. ФК «Нёман» (Гродна))
- 1999: Nioman-Biełkard Grodno (biał. ФК «Нёман-Белкард» (Гродна)) – po fuzji z Biełkard Grodno
- 2002: Nioman Grodno (biał. ФК «Нёман» (Гродна))

Klub został założony w 1964, chociaż w 1946 w Mistrzostwach ZSRR już występował klub Lakamatyŭ Grodno (biał. «Лакаматыў» (Гродна)). Klub często zmieniał nazwę, by w 2002 przyjąć obecną nazwę.

## Osiągnięcia
- Wicemistrz Białorusi (3): 2002, 2023, 2024
- Puchar Białorusi (1): 1993

## Europejskie puchary
Legenda do wszystkich tabel:
- Q – runda eliminacyjna, 1/16, 1/8, 1/4, 1/2 – odpowiednia faza rozgrywek, Grupa – runda grupowa, 1r gr – pierwsza runda grupowa, 2r gr – druga runda grupowa, F – finał, R – runda, PO – play-off
- k. – rzuty karne, los. – losowanie, Dogr. – dogrywka, w. – zasada bramek strzelonych na wyjeździe

| Sezon   | Rozgrywki                 | Runda | Przeciwnik       | Dom | Wyjazd | Ogólnie     |
| ------- | ------------------------- | ----- | ---------------- | --- | ------ | ----------- |
| 1993/94 | Puchar Zdobywców Pucharów | Q     | FC Lugano        | 2–1 | 0–5    | 2–6         |
| 2003/04 | Puchar UEFA               | Q     | Steaua Bukareszt | 1–1 | 0–0    | 1–1, w.     |
| 2005    | Puchar Intertoto          | 1R    | Tescoma Zlín     | 0–1 | 0–0    | 0–1         |
| 2014/15 | Liga Europy               | 2Q    | Hafnarfjarðar    | 1–1 | 0–2    | 1–3         |
| 2023/24 | Liga Konferencji Europy   | 1Q    | FC Vaduz         | 1–1 | 2–1    | 3–2         |
| 2023/24 | Liga Konferencji Europy   | 2Q    | Balzan           | 2–0 | 0–0    | 2–0         |
| 2023/24 | Liga Konferencji Europy   | 3Q    | NK Celje         | 1–4 | 0–1    | 1–5         |
| 2024/25 | Liga Konferencji          | 2Q    | CFR Cluj         | 0–5 | 0–0    | 0–5         |
| 2025/26 | Liga Konferencji          | 1Q    | Urartu Erywań    | 4–0 | 2–1    | 6–1         |
| 2025/26 | Liga Konferencji          | 2Q    | Košice           | 1–1 | 3–2    | 4–3         |
| 2025/26 | Liga Konferencji          | 3Q    | KÍ Klaksvík      | 2–0 | 0–2    | 2–2, k: 5–4 |
| 2025/26 | Liga Konferencji          | PO    | Rayo Vallecano   | –   | –      | –           |

## Mecze z polskimi klubami
- Legia Warszawa 2-1 Nioman Grodno (towarzyski) - Warszawa 29.03.2003
- Warmia Grajewo 0-0 Nioman Grodno (towarzyski) - Grajewo 26.07.2004
- Jagiellonia Białystok 1-3 Nioman Grodno (towarzyski) - Grodno 22.07.2007
- Sokół Sokółka 1-1 Nioman Grodno (towarzyski) - Grodno 10.02.2010
- Sokół Sokółka 2-1 Nioman Grodno (towarzyski) - Grodno 10.07.2010
- Podlasie Biała Podlaska 0:8 (0:6) Nioman Grodno (towarzyski) Biała Podlaska 03.29.2011
- Nioman Grodno 3-1 Jagiellonia Białystok (towarzyski) - Grodno  26.06.2013
- Jagiellonia Białystok 1-0 Nioman Grodno (towarzyski) Sokółka 07.10.2013
- Nioman Grodno 2-0 Jagiellonia Białystok (towarzyski) - Grodno 10.11.2017